# 上塔吉爾
7°22′39″N 59°57′35″E / 7.3775°N 59.9597°E
上塔吉爾（俄语：Ве́рхний Таги́л）是俄羅斯斯維爾德洛夫斯克州西部的一個城市，位於塔吉爾河畔，與州首府葉卡捷琳堡相距111公里。2002年人口12,571人。
1779年建城，1966年設市。